# 莫纽门特 (科罗拉多州)
莫纽门特（英語：Monument），是美国科罗拉多州埃尔帕索县下属的一座城市。建市于1881年5月14日，面积大约为4.881平方英里（12.642平方公里）。根据2010年美国人口普查，该市有人口5,530人。2011年估计该市有人口5,666人，相比2010年人口增长率为2.46%。同时，论人口该市是科罗拉多州第69大城市。